# ターナム・グリーン駅
ターナム・グリーン駅 (ターナム・グリーンえき、英: Turnham Green tube station) は、ロンドン西部ハウンズロー区にあるロンドン地下鉄ディストリクト線、ピカデリー線の鉄道駅。

## 歴史
1869年1月1日にロンドン・アンド・サウス・ウェスタン鉄道(L&SWR)の駅として開業。

## バス路線
ロンドンバスの27、94、190、237、267、272、391、E3、H91系統と、ナイトバスのN9、N11系統が当駅を経由する。27、94系統は24時間運行している。

## ギャラリー

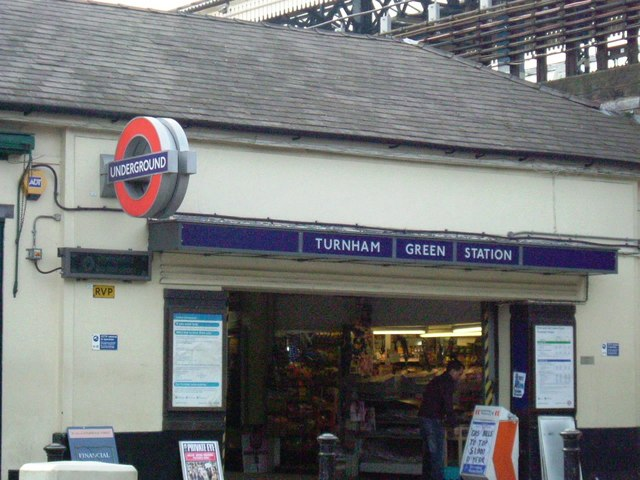
出入り口
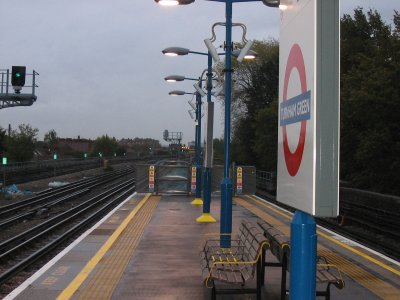
プラットフォーム
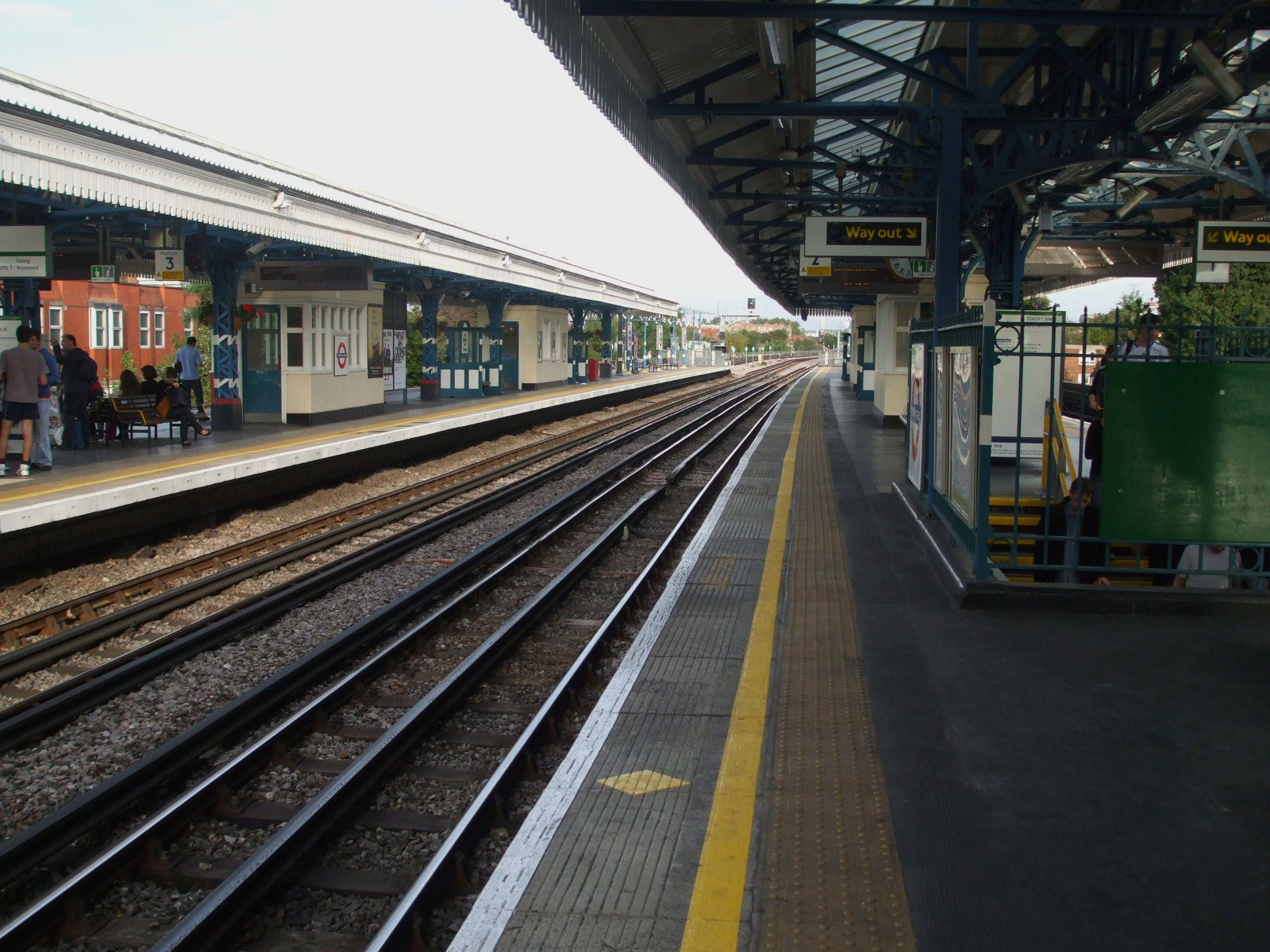
西方面行きプラットフォーム

## 隣の駅
ロンドン交通局
ロンドン地下鉄
■ピカデリー線
アクトン・タウン駅 - ターナム・グリーン駅- ハマースミス駅
■ディストリクト線
イーリング支線
チジック・パーク駅 - ターナム・グリーン駅 - スタンフォード・ブルック駅
■ディストリクト線
リッチモンド支線
ガナズベリー駅 - ターナム・グリーン駅 - スタンフォード・ブルック駅